# Прича о играчкама (франшиза)
Прича о играчкама (енгл. Toy Story) је Disney медијска франшиза која је започела 1995. године изласком истоименог дугометражног анимираног филма, чији је продуцент Pixar Animation Studios и издавач Walt Disney Pictures. Франшиза је базирана на антропоморфолошком концепту у ком су све играчке, непознато људима, потајно живе и филм се фокусира на разнолику групу играчака која садржи класичну лутку каубоја Шерифа Вудија и модерну акциону фигуру космонаута База Светлосног, којима дају глас Том Хенкс и Тим Ален. Група се неочекивано упусти у авантуре које их изазивају и мењају.
Франшиза се састоји углавном од четири  анимирана филма: Прича о играчкама (1995), Прича о играчкама 2 (1999), Прича о играчкама 3 (2010) и Прича о играчкама 4 (2019). Прича о играчкама представља први дугометражни филм који је у потпуности направљен помоћу компјутерски генерисаних слика. Прва два филма франшизе је режирао Џон Ластер, трећи Ли Анкрич, који је такође био ко-режисер другог филма (заједно са Ешом Бреноном) и четврти Џош Кули.